# Quận XVIII, Budapest
Quận XVIII, Budapest là một quận thuộc hạt főváros, Hungary. Quận này có diện tích 38,6 km², dân số năm 2010 là 93652 người, mật độ 2426 người/km².